# One (álbum de Depapepe)
One é o décimo-quarto álbum da carreira (e o décimo-primeiro não-independente) do Duo musical japonês Depapepe.
O álbum, lançado em 18 de Maio 2011, alcançou a 28a posição da Oricon, e permaneceu por lá durante 3 semanas.
A canção "ONE" foi usada como tema do programa de TV "~Yume no Katachi~" e "Lion" foi usada como tema de abertura do programa de TV "SAKUSAKU".

## Faixas

### CD
1. Koimizu (恋水)
2. Lion
3. beautiful wind
4. ONE
5. Starry Night
6. notes for Flora
7. Route 128
8. Hello
9. Wind on the coastline
10. Pride
11. Interlude
12. 白い花 White flowers

### DVD
1. Opening
2. Chourei (朝礼)
3. Mohan Eensou (模範演奏)
4. Lesson1 Intro
5. Lesson2 A Melo
6. Lesson3 B Melo
7. Lesson4 Sabi
8. Lesson5 Solo
9. Karaoke "Tokuoka-kun to Hiite Miyou" (カラオケ 「徳岡くんと弾いてみよう」)
10. Karaoke "Miura-kun to Hiite Miyou" (カラオケ 「三浦くんと弾いてみよう」)
11. Home Room